# Andrena splendidicollis
Andrena splendidicollis là một loài Hymenoptera trong họ Andrenidae. Loài này được Morawitz mô tả khoa học năm 1895.